# Kapuśniaczek
Kapuśniaczek (fr. La Soupe aux choux) – film komediowy produkcji francuskiej w reżyserii Jeana Giraulta z 1981 roku na podstawie powieści René Falleta pod tym samym tytułem. Przedostatni film z udziałem Louisa de Funèsa.

## Fabuła

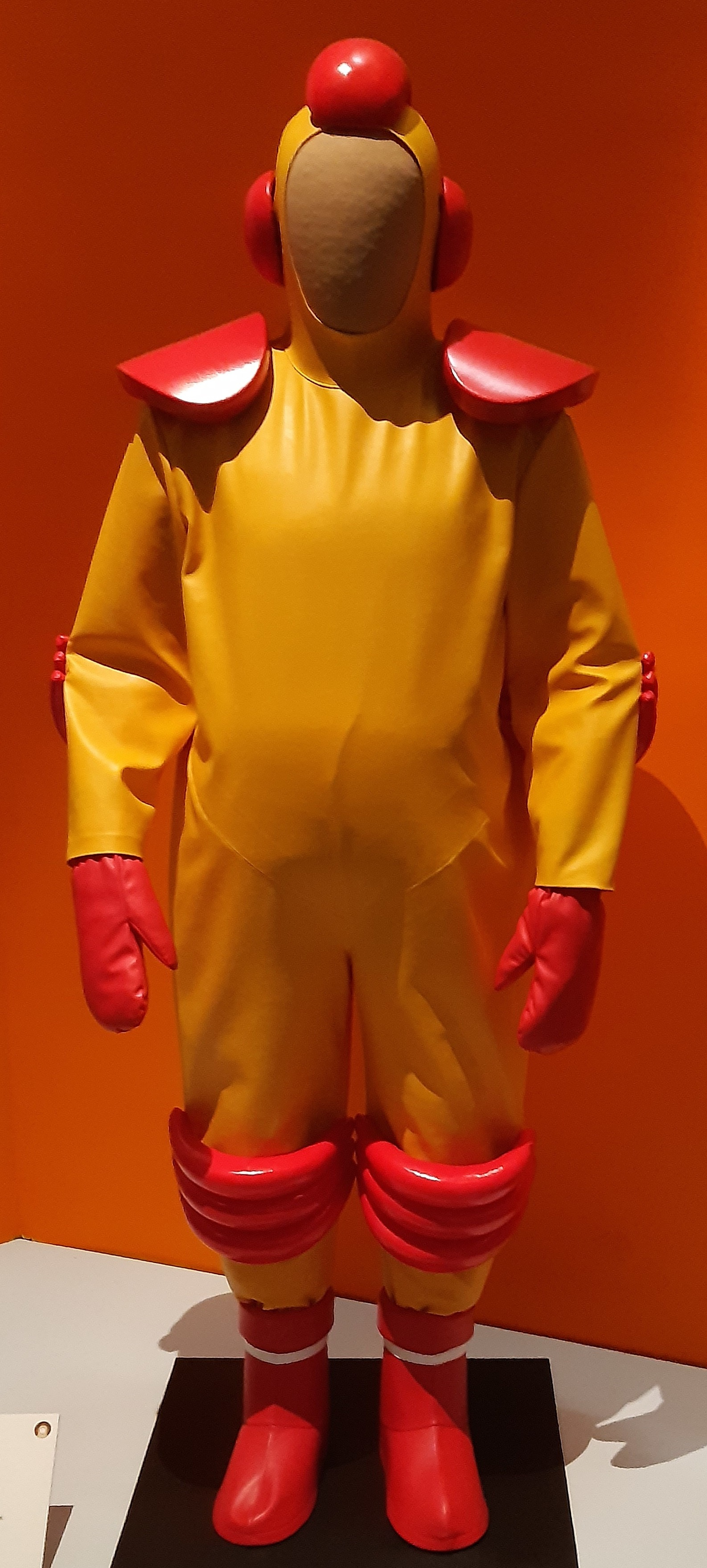
Kostium z filmu

W małej francuskiej wsi Les Gourdiflots mieszka tylko dwóch starszych panów – Claude Ratinier i Francis Chérasse, zwany Garbatym. Są oni rolnikami. Znajdują pewnej nocy na swoim podwórku latający talerz pilotowany przez sympatycznego przybysza z planety Oxo. Claude zaprzyjaźnia się z obcym, którego nazywa „Gagatkiem” a ten w podzięce za gościnność, ożywia i odmładza jego dawno zmarłą żonę Francine. Młoda i piękna Francine nie chce jednak być dalej żoną starego Claude’a i opuszcza go z pewnym przystojnym motocyklistą. Przy okazji Claude dowiaduje się, że Francine miała kiedyś romans z Francisem. Claude chce się zemścić, ale długoletnia przyjaźń nakazuje mu przebaczyć. Po pewnym czasie powraca Gagatek i prosi Claude’a by ten poleciał razem z nim na jego ojczystą planetę i nauczył jego rodaków robić tytułowy kapuśniak – zupę, którą Claude poczęstował go przy pierwszym spotkaniu. Claude nie chce słyszeć o opuszczeniu ukochanej Ziemi i Gagatek odlatuje. Tymczasem burmistrz miasteczka, w którym mieszkają Claude i Francis, buduje wokół ich domów wesołe miasteczko. Znękani hałasem i niepokojeni przez ludzi, dwaj przyjaciele postanawiają jednak opuścić Ziemię. Przed odlotem Claude wysyła pocztą telegram do Francine, w którym przesyła jej pieniądze cudownie pomnożone przez Gagatka.

## Obsada
- Louis de Funès jako Claude „Glaude” Ratinier
- Jean Carmet jako Francis „Garbaty” Chérasse
- Jacques Villeret jako Gagatek
- Christine Dejoux jako Francine
- Claude Gensac jako Amelie Poulangeard
- Phillipe Brizzard jako listonosz Dion
- Thierry Liagre jako doktor
- Henri Génès jako szef żandarmerii
- Marco Perrin jako burmistrz wsi/miasteczka
- Max Montavon jako brat pani Amelie Poulangeard